# Hongyipao
Hongyipao (紅夷炮/紅衣炮, litt. « canon rouge barbare »/« canon à manteau rouge » ; en vietnamien : hồng di pháo) est le nom chinois des couleuvrines à chargement par la bouche de type portugais introduits en Chine et en Corée à partir de la colonie portugaise de Macao et avec l'aide de diplomates et de conseillers portugais à la cour impériale de Pékin, comme João Rodrigues,.

## Nom
Le terme « canon barbare rouge » vient probablement de l'énorme rafale de feu rouge produite par l'explosion lors du tir, tandis que le terme « barbare » est la façon dont les Portugais étaient nommés depuis leur arrivée dans le sud de la Chine et au Japon au XVIe siècle. Les canons étaient à l'origine produits par les Portugais à Macao, dans le plus grand centre de production de canons d'Extrême-Orient, fondé par António Bocarro.
Les Jurchens rebaptisent le « canon barbare rouge » en « canon à manteau rouge » (紅衣炮) lorsqu'il est entré dans leur arsenal parce qu'ils trouvaient le terme « barbare » insultant, et ils étaient connus sous ce nom dans les Huit Bannières mandchoues.

## Histoire
Les canons pivotants à chargement par la culasse en provenance du Portugal sont entrés dans l'arsenal chinois après qu'une flotte Ming a vaincu les Portugais à la bataille de Shancaowan en 1521 et capturé leurs canons comme butin de guerre. Il est toutefois possible que des Chinois aient pu acheter des canons de style portugais à des pirates bien avant cette date.
Après une série de défaites contre les Jin postérieurs, la dynastie Ming contacte les Portugais de Macao pour leur faire fabriquer des canons en fer. Des tentatives ont également été faites pour faire venir des artilleurs portugais dans le nord, mais elles ont été repoussées à plusieurs reprises parce que les fonctionnaires chinois nourrissaient des soupçons à leur égard. Yu Zigao (en), commandant du Zhejiang et du Fujian, commande plusieurs « canons rouges barbares » en 1624 avant son expédition contre l'avant-poste néerlandais de Penghu dans la région des îles Pescadores.
La dynastie Ming a fait appel à des Fujianais pour faire de la rétro-ingénierie sur des canons britanniques et néerlandais récupérés en mer. Lors du siège de fort Zeelandia, Koxinga déploie de puissants canons que son oncle avait ramenés de la mer des années plus tôt.
Plusieurs fonctionnaires Ming favorables à l'utilisation de la nouvelle technologie étaient des chrétiens convertis à la mission jésuite, comme l'influent ministre Xu Guangqi et Sun Yuanhua (en) dans le Shandong. L'empereur Tianqi demande à un jésuite allemand, Johann Adam Schall von Bell, d'établir une fonderie à Pékin pour couler les nouveaux canons. Les premières pièces produites à Pékin pouvaient lancer un projectile de 40 livres. En 1623, quelques hongyipao sont déployés à la frontière nord de la Chine à la demande de Sun (en), sous la direction de généraux tels que Sun Chengzong (en) et Yuán Chónghuàn,,. Ils sont utilisés pour repousser Nurhachi lors de la bataille de Ningyuan en 1626. Après avoir capturé une unité d'artillerie Ming à Yongping en 1629, les Jin postérieurs ont eux aussi commencé à fabriquer des hongyipao. La fabrication et l'utilisation du hongyipao au sein des armées de la bannière des Jin postérieurs étaient assurées par des transfuges chinois Han appelés ujen coohai (troupes lourdes). Les forces Jurchens ne fabriquaient ni ne maniaient elles-mêmes les armes à feu. L'armée des Jin postérieurs, sous le commandement du fils de Nurhaci, Huang Taiji, a utilisé ces canons ainsi que les canons generalissmo (également de conception portugaise) avec beaucoup d'efficacité lors de la bataille de Dalinghe en 1631. Même après la transformation des Jin en Qing et la réorganisation des Jurchens et des transfuges Han en Huit Bannières mandchoues, les canons et les armes à poudre sont toujours réservés exclusivement aux bannières Han, tandis que les bannières mandchoues les évitent. Les bannerets Han spécialisés dans l'artillerie et les mousquets jouent un rôle majeur lors des sièges des fortifications Ming par les Qing.
Dans les années 1680, les Hongyipao perdent leur place en tant qu'armes les plus puissantes de l'arsenal Qing et sont remplacés par un autre type de canon appelé « canon général à puissance miraculeuse ».

## Améliorations chinoises
Les armuriers chinois continuent à modifier les canons « barbares rouges » après leur entrée dans l'arsenal des Ming, et finissent par les améliorer en appliquant les techniques de moulage locales à leur conception. En 1642, les fonderies Ming fusionnent leur propre technologie de fonte avec des canons de conception européenne pour créer un canon distinctif connu sous le nom de « Dingliao grand general ». En combinant la technique avancée de la fonte du sud de la Chine et les canons composites fer-bronze inventés dans le nord de la Chine, les canons Dingliao grand general représentaient ce qu'il y avait de mieux dans les canons en fer et en bronze. Contrairement aux canons traditionnels en fer et en bronze, le canon intérieur du grand général de Dingliao était en fer, tandis que l'extérieur était en laiton,.
Les canons composites bronze-fer qui en résultent sont supérieurs aux canons en fer ou en bronze à bien des égards. Ils sont plus légers, plus solides, plus durables et capables de résister à une pression explosive plus intense. Les artisans chinois expérimentent également d'autres variantes, comme des canons dont le cœur est en fer forgé et l'extérieur en fonte. Bien qu'inférieurs à leurs homologues en bronze, ces canons sont considérablement moins chers et plus durables que les canons en fer standard. Les deux types de canons connaissent un grand succès et sont considérés comme « parmi les meilleurs au monde » au XVIIe siècle. La technique chinoise de coulée de métaux composites est suffisamment efficace pour que les fonctionnaires impériaux portugais cherchent à employer des armuriers chinois pour leurs fonderies de canons à Goa, afin qu'ils puissent transmettre leurs méthodes à la fabrication d'armes portugaises. Selon le soldat Albrecht Herport, qui a combattu pour les Néerlandais lors du siège de Fort Zeelandia, les Chinois « savent fabriquer des fusils et des canons très efficaces, de sorte qu'il est à peine possible de trouver leur équivalent ailleurs ».
Peu après que les Ming commencent à produire les grands généraux Dingliao en métal composite en 1642, la dynastie mandchoue des Qing s'empare de Pékin et, avec elle, de tout le nord de la Chine. L'élite mandchoue ne s'occupe pas directement des armes à feu et de leur production, préférant déléguer cette tâche aux artisans chinois, qui produisent pour les Qing un canon similaire en métal composite connu sous le nom de « grand général Shenwei ». Cependant, après que les Qing eurent conquis l'hégémonie sur l'Asie orientale au milieu du XVIIe siècle, la pratique de la fonte de canons en métal composite tombe en désuétude jusqu'à ce que la dynastie soit à nouveau confrontée à des menaces extérieures lors de la guerre de l'opium de 1840, époque à laquelle les canons à âme lisse commencent déjà à devenir obsolètes en raison des canons à âme rayée. Après la bataille des forts de Taku (1860), les Britanniques constatent avec surprise que certains des canons chinois ont une structure composite présentant des caractéristiques similaires à celles des canons Armstrong Whitworth. La plupart des canons Qing déployés le long de la côte ont été forgés au XVIIe siècle ou au début du XVIIIe siècle.
Bien que les Chinois du Sud aient commencé à fabriquer des canons avec des noyaux en fer des coques extérieures en bronze dès les années 1530, ils ont été suivis peu après par les Gujarats, qui ont expérimenté cette technique en 1545, les Anglais au moins en 1580, et les Hollandais en 1629. Cependant, l'effort nécessaire à la production de ces armes les a empêchées de faire l'objet d'une production de masse. Les Européens les ont essentiellement traitées comme des produits expérimentaux, ce qui explique que très peu de pièces subsistent aujourd'hui,. Parmi les canons en métal composite actuellement connus, on compte 2 canons anglais, 2 hollandais, 12 gujarati et 48 canons de la période Ming-Qing
| Date | Alésage (cm) | Longueur (cm) | Poids (kg) |
| ---- | ------------ | ------------- | ---------- |
| 1533 | 2,6 cm       | 29,5 cm       | 4,65 kg    |
| 1533 | 2,6 cm       | 29,5 cm       | 5 kg       |
| 1541 | 2,7 cm       | 29,3 cm       | 4,25 kg    |
| 1541 |              |               | 4,75 kg    |
| 1543 | 3,5 cm       | 23 cm         |            |
| 1628 | 7,8 cm       | 170 cm        | 420 kg     |
| 1642 | 10,2 cm      | 382 cm        | 2 500 kg   |

| Date | Alésage (cm) | Longueur (cm) | Poids (kg) |
| ---- | ------------ | ------------- | ---------- |
| 1643 | 13 cm        | 264 cm        | 2 340 kg   |
| 1643 | 13 cm        | 266 cm        | 2 220 kg   |
| 1643 | 13 cm        | 299 cm        | 2 400 kg   |
| 1643 | 14,5 cm      |               | 2 160 kg   |
| 1646 | 13 cm        | 214 cm        |            |
| 1658 | 10 cm        | 384 cm        | 1 848 kg   |